# Fan Vavřincová
Fan Vavřincová, vlastním jménem Věra Peigerová, provdaná Němotová, (17. listopadu 1917 Praha – 16. prosince 2012) byla česká spisovatelka a autorka televizních scénářů. Podle jejího románu byl natočen například film Eva tropí hlouposti.

## Život
Narodila se v Praze–Podolí, v rodině Vavřince Peigera (1867–1930), který se postupně vypracoval z účetního a disponenta až na ředitele firmy Česká cukerní. Po základní škole vystudovala gymnázium v Praze-Dejvicích. Po maturitě (1935) ještě dva roky studovala externě na filozofické fakultě Karlovy univerzity, kde získala státnice z němčiny, francouzštiny a ruštiny.

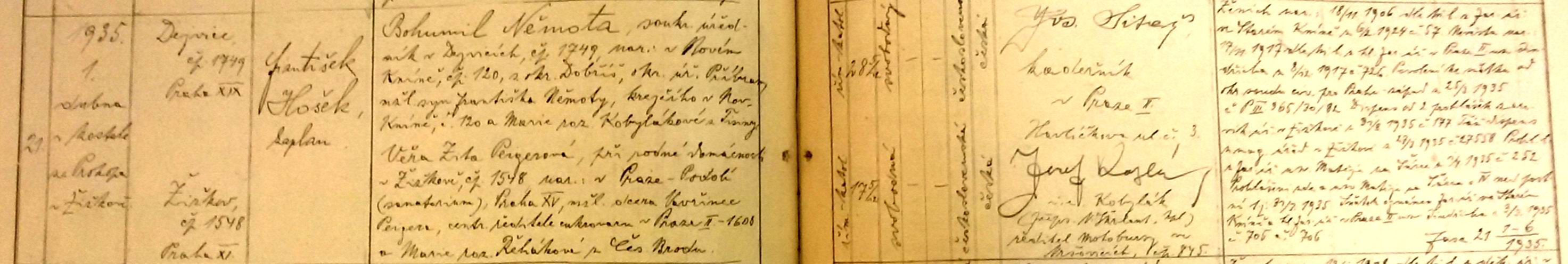
Záznam o sňatku Němota Peigerová (Fan Vavřincová) 1935

V dubnu 1935 (ještě před maturitou) se provdala za Bohumila Němotu (1906–1976), majitele likérky; svatba se konala v žižkovském kostele sv. Prokopa. Po sňatku žili manželé Němotovi na zámku Sudovice u Nového Knína, měli dvě dcery, Felicii a Ivanku.
Psát začala už na gymnáziu, ve svých šestnácti letech. Do povědomí lidí vstoupila díky filmu režiséra Martina Friče Eva tropí hlouposti (z roku 1939), který byl natočen podle jejího námětu – knihy Patsy tropí hlouposti. Po roce 1948 nemohla až do konce 60. let publikovat a pracovala jako úřednice a účetní v Novém Kníně, Dobříši a Praze. Od roku 1957, kdy vyhořel zámek Sudovice, žila v Praze.
Je pohřbena v Novém Kníně.

## Dílo
Díla Fan Vavřincové mají výlučně zábavný charakter. Často se jednalo o románky pro ženy a dívky. Humor, nadhled a laskavost jejích příběhů si získaly širokou oblibu.

### Pseudonymy
Značnou část prací uveřejnila pod vlastním jménem Věra Němotová. Pseudonym Fan Vavřincová vznikl z otcova křestního jména Vavřinec a častého rodinného křestního jména František. Pod druhým pseudonymem Anna Lorencová (i ten byl odvozen z otcova křestního jména, tentokrát z německé podoby Lorenz) vydala dívčí román Divoška Kim.

### Časopisy a denní tisk
Od roku 1936 (tedy od necelých devatenácti let) se její příspěvky objevovaly v řadě časopisů, jako např. List paní a dívek (Sally dělá kariéru, 1936), Pražanka, Ahoj, Pražský ilustrovaný zpravodaj, Hvězda. Po okupaci přispívala do časopisů Květen, Ahoj na sobotu a Vlasta.
Po nuceném odmlčení (po roce 1948) se její příspěvky a překlady začaly znovu objevovat od roku 1968 v časopisech Svět v obrazech, Dikobraz, deníku Svobodné slovo a dalších.

### Knihy pod pseudonymem Fan Vavřincová
Knihy jsou uvedeny podle data vydání (pouze první vydání).
- Patsy tropí hlouposti (časopisecky v Ahoji 1934, knižně Melantrich, Praha, 1939)
- Sladká dívka (humoristický román, ilustroval František Stejskal, vydal Alois Srdce, Praha, 1941)
- Zkuste to s motýly (humoristický román, Joža Jícha, Brno, 1942)
- Pozor, zázračné dítě (humoristický román, ilustroval František Stejskal, vydal Ahoj, a Alois Srdce, Praha, 1943)
- Eva tropí hlouposti (humoristický román, vydalo Jíchovo nakladatelství, Brno, 1944)
- Lépe je být pošetilý (vydala B. Smolíková-Mečířová, Praha, 1946) [1946]
- Malý a velký Mefisto (detektivní román, vydala Novela, Brno, 1946)
- Josefina (vydala B. Smolíková-Mečířová, Praha, 1947)
- Vrah a srdcová dáma (vydalo Lidové nakladatelství, Praha, 1969)
- Vlk a sedm kůzlátek (detektivní román pro ženy, vydalo Lidové nakladatelství, Praha, 1971)
- Taková normální rodinka (sepsáno dodatečně po uvedení seriálu, vydala Česká expedice, Praha, 1991)
- Blažené údolí (román pro ženy a dívky, vydala Petra, Praha, 1996)
- Návrat za úplňku (román pro ženy, vydala Petra, Praha, 1996)
- Lépe je být pošetilý (humoristický román pro ženy, vydala Petra, Praha, 1997)
- Taková normální rodinka se vrací! (vydalo XYZ, Praha, 2008)

### Pod pseudonymem Anna Lorencová
- Divoška Kim (vydalo Nakladatelské družstvo Máje, Praha, 1939)[p 1]

### Knihy pod vlastním jménem Věra Němotová
- Pošetilé srdce (povídka, vydala Rodina, Praha, 1937)
- Zlatovlasý sen (román, vydala Rodina, Praha, 1937) [1937] *
- Brána do ráje (vydala B. Smolíková-Mečířová, Praha, 1941)
- O šťastném pejskovi (pro děti, vydalo Nakladatelské družstvo Máje, Praha, 1941)
- Blažené údolí (román, vydala Rodina, Praha, 1942) Zobrazení exemplářů s možností jejich objednání
- Jančino jaro (dívčí román, vydalo Nakladatelské družstvo Máje, Praha, 1942)
- Nepokojné srdce (vydala B. Smolíková-Mečířová, Praha, 1943)
- Jásavé léto (vydala B. Smolíková-Mečířová, Praha, 1944)
- Honza je drahoušek (ilustrace Hana Mayerová, vydalaB. Smolíková-Mečířová, Praha, 1945?)
- Jančino jaro (Dívčí román, vydal Atos, Praha, 1992)
- Přístav splněných snů (vydal Ivo Železný, Praha, 1994)

### Film, televize
- Eva tropí hlouposti (autorka námětu, 1939, režie Martin Frič, v roli Evy Nataša Gollová)
- Taková normální rodinka (8dílný TV seriál, autorka scénáře, 1971, režie Jaroslav Dudek, hráli Marie Rosůlková, Dana Medřická, Eduard Cupák aj. )
- Soudružská návštěva (TV inscenace, autorka scénáře, 1975, režie Václav Hudeček)
- Recept od starej mamy (TV inscenace, autorka scénáře, 1980, režie Jozef Pálka)
- Ako sa neoženiť (TV hra, autorka námětu, 1982, režie Pavol Haspra, hráli Eva Krížiková, Leopold Haverl)
- Taková normální rodinka (film) (autorka předlohy, 2008, režie Patrik Hartl, hráli Jaromír Dulava, Eva Holubová aj.)
- Rodinka (film a TV seriál, autorka námětu a scénáře, 2010, režie Dušan Klein, hráli Jana Štěpánková, Jaromír Hanzlík, Daniela Kolářová aj.)

Některé zdroje uvádějí, že se Fan Vavřincová podílela i na scénářích filmů Hotel Modrá hvězda a Nevíte o bytě?. Publikace Československé filmy ve filmové distribuci z roku 1988 i portál NFA Filmový přehled však uvádějí jiné autory.

### Divadlo
- Eva tropí hlouposti, Divadlo Na Fidlovačce, 2014, Evu hrála Marie Doležalová

## Zajímavost
- Věra Němotová se pod jménem Fan Vavřincová objevila v roli Pokorné ve filmu Případ dr. Kováře z roku 1950.[10]